# Acacia pelophila
Acacia pelophila é uma espécie de leguminosa do gênero Acacia, pertencente à família Fabaceae.